# Corynoptera parasetosa
Corynoptera parasetosa är en tvåvingeart som beskrevs av Werner Mohrig 1999. Corynoptera parasetosa ingår i släktet Corynoptera och familjen sorgmyggor. Inga underarter finns listade i Catalogue of Life.